# Deborah Drechler
Deborah Drechler (17 de abril de 1896 – 1 de março de 1920) foi uma judia russo-ucraniana que emigrou para a Terra de Israel (então parte do Império Otomano) em 1913 como pioneira da Segunda Aliá. Tornou-se membro do assentamento moshav de Tel Adash e da organização de defesa Hashomer, que defendia os assentamentos judeus de ataques hostis de outros povos da região. Drechler foi a primeira pessoa morta na Batalha de Tel Hai (1920), que deu início a uma série de conflitos violento na Palestina.

## Infância na Europa
Filha de Ita and Zalman Hirsch, Deborah nasceu na vila de Zebulia no distrito de Kamianets-Podilskyi, então parte do Império Russo (atual Ucrânia). Os Drechler eram a única família judia da vila, e mantiveram a tradição e tornaram-se entusiastas do movimento Amantes de Sião (Hovevei Zion) que defendia a migração de judeus da Europa para fundar assentamentos agrícolas na Terra de Israel, antes mesmo do surgimento do movimento sionista.
Embora suas amigas da cidade não fossem judias, Drechler recebeu educação judaica completa. Com seus irmãos estudou russo, iídiche e hebraico e também com eles absorveu os ideais sionistas, especialmente de sua irmã Chaya, que imigrou para a Terra de Israel em 1909 e casou-se com Eliezer Kroll, um membro da guarda judaica, o Hashomer. Aos 17 anos, Deborah informou a seus pais o desejo de emigrar. Alguns meses depois, partiu para a Terra de Israel, então parte do Império Otomano.

## Primeiros anos na Terra de Israel
Naquele mesmo ano de 1913, juntou-se ao grupo de membros do Hashomer que fundou o assentamento de Tel Adash. Deborah integrou-se rapidamente ao grupo, onde encontrara um senso de propósito. Mas como uma das poucas mulheres de seu grupo, passou a receber as tarefas típicas de mulheres como limpeza, preparo de alimentos e lavagem de roupa, enquanto os homens trabalhavam na agricultura e na defesa do assentamento. Os pioneiros da segunda aliá eram conservadores em questões de gênero e os fazendeiros locais, que chegaram à região antes, também eram relutantes em permitir às mulheres tomar parte nessas tarefas. Ainda assim, as mulheres do Hashomer eram geralmente capazes de montar e atirar. Eram habilidades úteis para quando os homens estavam trabalhando em outras aldeias.

### Direitos das mulheres
Alguns anos depois, Drechler e as outras mulheres estavam insatisfeitas por serem excluídas das discussões sobre segurança. Não eram consideradas membros legítimos do Hashomer, e não tinham espaço em certas reuniões do grupo. Em 1918, Deborah foi uma das líderes da "Revolta das Mulheres do Hashomer", e junto com outras duas companheiras, publicou uma carta endereçada a todos os membros do grupo na reunião anual daquele ano. Na carta, afirmava que as mulheres não continuariam trabalhando a não ser que suas demandas de direitos iguais fossem atendidas. Na reunião que se seguiu, o Hashomer decidiu aceitar todas as mulheres como membros iguais na organização, decisão que permaneceria em vigor até a dissolução do grupo.
| “ | Assim como somos membros há anos no trabalho manual diário, também devemos ser membros em cada aspecto. Não deve haver reunião sem nós, ou segredos escondidos de nós. E se os homens não confiam em nós o suficiente para isso, eles devem dizê-lo abertamente. Assim saberemos onde estamos, e vamos procurar outras formas de completar o trabalho que nos leva mais perto de nosso objetivo, que é o mesmo de vocês. | ” |
|   | — Carta aos membros do Hashomer, 1918. |   |

## Batalha de Tel Hai

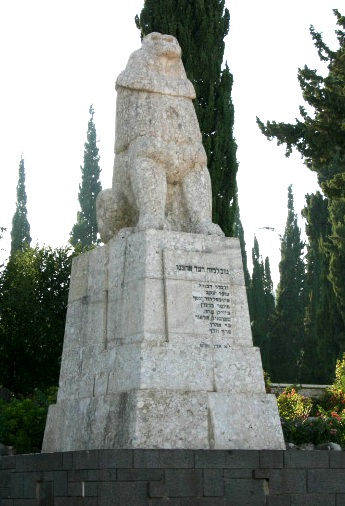
A estátua do Leão que Ruge, do escultor Avraham Melnikov, foi colocada em Tel Hai em 1934 em memória dos oito mortos na Batalha de Tel Hai.

Durante a Primeira Guerra Mundial, apesar do medo imposto pelo Império Otomano, Deborah fez visitas diárias a prisioneiros do Hashomer em Nazaré, levando-lhes alimento e informações. Com isso, conquistou a confiança do grupo no trabalho de defesa. Costumava pedir para ser enviada em forças tarefas de defesa de outros assentamentos. E não hesitou quando foi enviada para reforçar a defesa de Kfar Giladi, e de lá para defender o assentamento de Tel Hai.
| “ | Na frente de batalha, você vai para onde mandam, não faz perguntas | ” |
|   | — Deborah Drechler a Pinhas Schneerson.                            |   |

Em 1º de março de 1920, várias centenas de árabes xiitas, da aldeia de Jabal Amel, no sul do Líbano, reuniram-se no portão de Tel Hai, uma das três aldeias agrícolas judaicas em um bloco isolado no extremo norte do Vale de Hula, na Alta Galileia, que eram protegidas por voluntários do Hashomer sob comando de Joseph Trumpeldor. Gangues ('isabat) de camponeses fronteiriços baseados em clãs, atuavam na área da fronteira pouco definida entre o Mandato Britânico da Palestina, a ser estabelecido em breve, e o Mandato Francês da Síria e do Líbano.
Os judeus geralmente tentavam manter a neutralidade, ocasionalmente abrigando árabes e franceses. Liderados por Kamal Affendi, os xiitas acreditavam que algumas tropas francesas haviam se refugiado com os judeus e exigiam fazer uma busca no local. Neste dia, não havia soldados franceses. Um dos agricultores disparou um tiro para o ar, um sinal para reforços da aldeia vizinha Kfar Giladi, que enviou dez pessoas. Deborah, que havia chegado a Kfar Giladi com Tzipora Zeïd três semanas antes, ficou dentro de um dos cômodos, protegendo os moradores. Os guardas que vieram reforçar a defesa de Tel Hai, tentaram negociar com os xiitas e as milícias itinerantes das aldeias e convencê-los a partir. Por fim, o líder beduíno foi autorizado a entrar na aldeia em busca de soldados franceses.

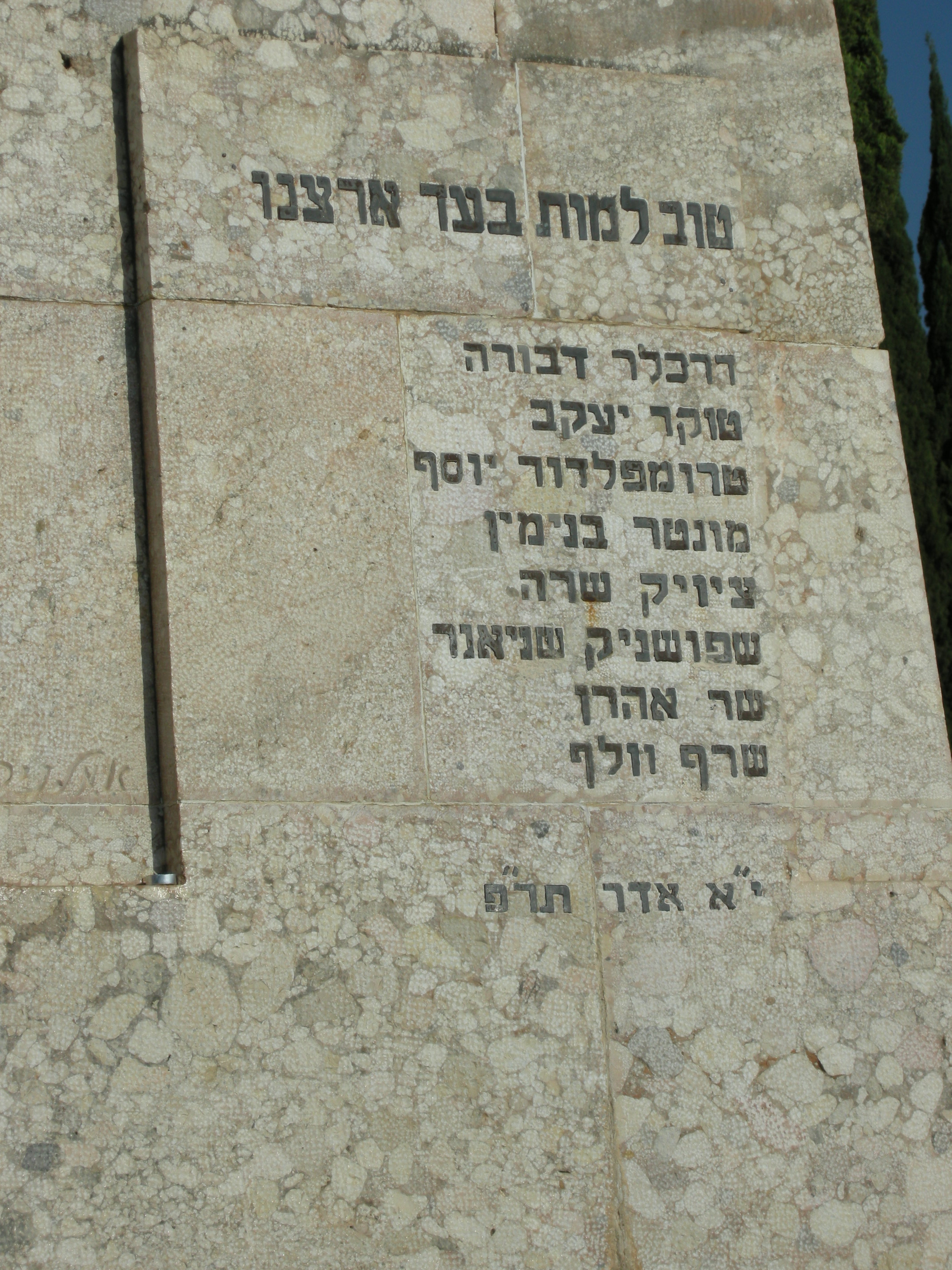
Nomes dos homenageados no monumento "O Leão que Ruge". O nome de Deborah em hebraico é o primeiro da lista.

Kamal Affendi encontrou Deborah Drechler, uma das residentes judias, que apontou-lhe sua pistola Mauser, aparentemente surpresa ao ver um beduíno armado na aldeia. Ele tentou desarmá-la e um tiro foi disparado durante a luta (não está claro se da pistola de Deborah ou de outra arma) e um grande tiroteio eclodiu. Trumpeldor foi baleado e gravemente ferido, enquanto os lados se barricaram na aldeia. Kamal pediu para sair, dizendo que tudo foi um mal-entendido, e a força judaica aprovou o cessar-fogo. Durante a retirada árabe, um dos defensores judeus, sem saber dos acordos dos seus camaradas, disparou contra o grupo árabe e a troca de tiros recomeçou. Seis judeus, incluindo Drechler e Trumpeldor, foram mortos na batalha. Eles foram enterrados em duas valas comuns em Kfar Giladi, uma para os quatro homens e outra para as duas mulheres.
Em 22 de fevereiro de 1934, foi inaugurado o monumento "O Leão que Ruge", no local dos túmulos dos mortos na batalha. O monumento esculpido em pedra por Avraham Melnikov em forma de memorial se tornou um símbolo nacional. O nome de Deborah Drechler está inscrito em uma das laterais da estátua.
No Museu de Tel Hai, há uma exibição permanente sobre Deborah e outras três mulheres que participaram dos eventos  batalha.
Em 1949, a cidade de Quriate-Chemoná ("Cidade dos Oito") foi assim denominada em homenagem aos seis mortos da Batalha de Tel Hai e outros dois judeus da cidade que morreram em conflitos nos dias que antecederam a Batalha.